# Lijst van postcodes 5000-5999 in Nederland
Hieronder volgt een lijst van postcodes 5000-5999 in Nederland:

## 5000-5099
- 5000-5049: Tilburg
  - 5000-5004: Postbussen
  - 5011: Noord, Heikant
  - 5012: Noord, Quirijnstok
  - 5013: Oude Stad, Lovense Kanaalzone (tussen Quirijnstokweg en Spoorlijn Tilburg – ’s-Hertogenbosch/Eindhoven)
  - 5014: Oude Stad, Loven/Besterd, Groeseind
  - 5015: Noord, Industrieterrein Loven
  - 5017: Oude Stad, Hoogvenne
  - 5018: Oude Stad, Armhoefse Akkers & Jeruzalem
  - 5021: Oude Stad, Broekhoven/Fatima
  - 5022: Oude Stad, Groenewoud & Stappegoor
  - 5025: Oude Stad, Korvel & Sint Anna (gedeeltelijk), Oerle (gedeeltelijk)
  - 5026: West, Bedrijventerrein Het Laar & Tradepark58
  - 5032: West, De Blaak & bedrijventerrein de Katsbogte
  - 5035: Reeshof, Dalem
  - 5036: Reeshof, Witbrant, Koolhoven & Landgoederenzone Bredaseweg
  - 5037: West, Zorgvlied & De Reit
  - 5038: Oude Stad, Centrum & Sint Anna (gedeeltelijk)
  - 5041: Oude Stad, Theresia & Bouwmeesterbuurt
  - 5042: West, Het Zand
  - 5043: Reeshof, Huibeven & Gesworen Hoek
  - 5044: West, Wandelbos
  - 5045: Reeshof, Dongewijk, Campenhoef, Heerevelden & Tuindorp “De Kievit”
  - 5046: Oude Stad, Hasselt & Goirke
  - 5047: West/Reeshof, Vossenberg I, III en Vossenberg West.
  - 5048: West, Industrieterrein Kraaiven & Industrieterrein Vossenberg II
  - 5049: Noord, Stokhasselt
- 5050-5053: Goirle
  - 5050: Postbussen
  - 5051: Groote Akkers, Grobbendonck, Abcoven, Centrum, Wildackers, Tijvoort, Hoogeind, De Gaardjes & 't Ven
  - 5052: De Nieuwe Erven, De Hellen
  - 5053: Hoge Wal, Boschkens.
- 5056-5057: Berkel-Enschot
- 5059: Heukelom
- 5060-5063: Oisterwijk
  - 5061: 't Westend, 't Seuverinck, Pannenschuur, Waterhoef, Centrum, Kerkhoven, Laarakkers
  - 5062: Klompven, Bunders, Levenskerk,
  - 5063: Pannenschuur
- 5066: Moergestel
- 5070-5071: Udenhout
- 5074: Biezenmortel
- 5076: Haaren
- 5080-5081: Hilvarenbeek
- 5084: Biest-Houtakker
- 5085: Esbeek
- 5087: Diessen
- 5089: Haghorst
- 5090-5091: Oost-, West- en Middelbeers
- 5094: Lage Mierde
- 5095: Hooge Mierde
- 5096: Hulsel

## 5100-5199
- 5100-5107: Dongen
  - 5100: Postbussen
  - 5101: West
  - 5102: West, Beljaart
  - 5103: Hoge Akker, Biezen
  - 5104: Centrum, Oud-Dongen
  - 5106: Dongen-Vaart
- 5109: 's Gravenmoer
- 5110-5111: Baarle-Nassau
- 5113: Ulicoten
- 5114: Castelré
- 5120-5122: Rijen
  - 5121: Rijen, Haansberg
  - 5122: Rijen
- 5124: Molenschot
- 5125: Hulten
- 5126: Gilze
- 5130-5131: Alphen
- 5133: Riel
- 5140-5146: Waalwijk
  - 5141: Centrum, Besoyen
  - 5142: Centrum, Baardwijk, De Hoef, Laageinde
  - 5143: Baardwijk, Bloemenoord, Meerdijk
  - 5144: Antoniusparochie, Eerste Zeine, Zanddonk, 't Groenewoud, Meerdijk
  - 5146: Driessen
- 5150-5152: Drunen
- 5154: Elshout
- 5156: Oudheusden
- 5157: Doeveren
- 5158: Heesbeen
- 5160-5161: Sprang-Capelle
- 5165: Waspik
- 5170-5172: Kaatsheuvel
- 5175: Loon op Zand
- 5176: De Moer

## 5200-5299
- 5200-5237: 's-Hertogenbosch
  - 5211: Centrum/'t Zand
  - 5212: De Vliert
  - 5213: Graafseweg
  - 5215: Aawijk
  - 5216: Zuid/Pettelaarseweg
  - 5221: Engelen
  - 5222: Rietvelden
  - 5223: Boschveld/Schutkamp/Paleiskwartier
  - 5224: Kruiskamp
  - 5231: Hambaken/Orthen
  - 5232: De Herven
  - 5233: Rompert
  - 5234: Treurenburg
  - 5235: Maaspoort Oost
  - 5236: Empel
  - 5237: Maaspoort West

- 5240-5249: Rosmalen
- 5250-5252: Vlijmen
- 5253: Nieuwkuijk
- 5254: Haarsteeg
- 5255: Herpt
- 5256: Heusden gem. Heusden
- 5257: Hedikhuizen
- 5258: Berlicum
- 5260-5264: Vught
- 5266: Cromvoirt
- 5268: Helvoirt
- 5270-5272: Sint-Michielsgestel
- 5275: Den Dungen
- 5280-5283: Boxtel
- 5290-5294: Gemonde
- 5296: Esch
- 5298: Liempde

## 5300-5399
- 5300-5302: Zaltbommel
- 5305: Zuilichem
- 5306: Brakel
- 5307: Poederoijen
- 5308: Aalst
- 5310-5311: Gameren
- 5313: Nieuwaal
- 5314: Bruchem
- 5315: Kerkwijk
- 5316: Delwijnen
- 5317: Nederhemert
- 5318: Bern
- 5320-5321: Hedel
- 5324: Ammerzoden
- 5325: Well
- 5327: Hurwenen
- 5328: Rossum
- 5330-5331: Kerkdriel
- 5333: Hoenzadriel
- 5334: Velddriel
- 5335: Alem
- 5340-5349: Oss
- 5350-5351: Berghem
- 5352: Deursen-Dennenburg
- 5353: Dieden
- 5354: Demen
- 5355: Neerlangel
- 5356: Neerloon
- 5357: Overlangel
- 5358: Huisseling
- 5359: Keent
- 5360-5361: Grave
- 5363: Velp
- 5364: Escharen
- 5366: Megen
- 5367: Macharen
- 5368: Haren
- 5370-5371: Ravenstein
- 5373: Herpen
- 5374: Schaijk
- 5375: Reek
- 5381-5383: Vinkel
- 5384: Heesch
- 5386: Geffen
- 5388: Nistelrode
- 5390-5392: Nuland
- 5394: Oijen (Noord-Brabant)
- 5395: Teeffelen
- 5396: Lithoijen
- 5397: Lith
- 5398: Maren-Kessel

## 5400-5499
- 5400-5406: Uden
  - 5400: Postbussen
  - 5401: Moleneind-Groenewoud, Bogerd-Vijfhuis, Centrum, Flatwijk, Bitswijk, Zoggel
  - 5402: Bitswijk, Centrum, Hoevenseveld, Schutveld, Loopkant, Liessent, Goorkens, Buurtschap Hoeven, Melle, Raam
  - 5403: Raam, Melle, Hoeven, Buurtschap Hoeven, Bitswijk
  - 5404: Loopkant, Liessent, Goorkens, Zoggel, Sportpark Volkelseweg, Centrum, Flatwijk
  - 5405: Loopkant, Liessent, Goorkens, Sportpark Volkelseweg
  - 5406: Hoenderbos-Velmolen, Eikenheuvel, Buitengebied Uden-Zuid, Bogerd-Vijfhuis, Buitengebied Maashorst, Moleneind-Groenewoud, Buitengebied Uden-West, Buitengebied Uden-Oost, Centrum, Bedaf, Rakt, Hultje, Loopkant, Liessent, Goorkens, Vluchtoord
- 5408: Volkel: Kom Volkel
- 5409: Odiliapeel
- 5410-5411: Zeeland
- 5420-5422: Gemert
- 5423: Handel
- 5424: Elsendorp
- 5425: De Mortel
- 5427: Boekel
- 5428: Venhorst
- 5430-5432: Cuijk
- 5433: Katwijk
- 5434: Vianen
- 5435: Sint-Agatha
- 5437: Beers
- 5438: Gassel
- 5439: Linden
- 5440-5441: Oeffelt
- 5443: Haps
- 5445: Landhorst
- 5446: Wanroij
- 5447: Rijkevoort
- 5449: Rijkevoort-De Walsert
- 5450-5451: Mill
- 5453: Langenboom
- 5454: Sint-Hubert
- 5455: Wilbertoord
- 5460-5467: Veghel
  - 5460: Postbussen
  - 5461: Centrum, Vijverwijk
  - 5462: Oranjewijk, Bloemenwijk
  - 5463: de Leest, Zuid, de Scheifelaar
  - 5464: 't Ven, Mariaheide
  - 5465: Zijtaart
  - 5466: Industrieterrein, Eerde
  - 5467: de Bunders
- 5469: Erp
- 5471-5472: Loosbroek
- 5473: Heeswijk-Dinther
- 5476: Vorstenbosch
- 5480-5483: Schijndel
- 5490-5492: Sint-Oedenrode

## 5500-5599
- 5500-5509: Veldhoven
  - 5501: Cobbeek/Centrum
  - 5502: Zeelst
  - 5503: Meerveldhoven, d'Ekker
  - 5504: Veldhoven Dorp
  - 5505: Zonderwijk, Zilverackers
  - 5506: 't Look
  - 5507: Oerle, Zandoerle
  - 5508: Heikant/De Kelen
  - 5509: De Polders
- 5511: Knegsel
- 5512: Vessem
- 5513: Wintelre
- 5520-5521: Eersel
- 5524: Steensel
- 5525: Duizel
- 5527: Hapert
- 5528: Hoogeloon
- 5529: Casteren
- 5530-5531: Bladel
- 5534: Netersel
- 5540-5541: Reusel
- 5550-5556: Valkenswaard
  - 5551: Dommelen
  - 5556: Borkel en Schaft
- 5560-5561: Riethoven
- 5563: Westerhoven
- 5570-5571: Bergeijk
- 5575: Luyksgestel
- 5580-5583: Waalre
- 5590-5591: Heeze
- 5595: Leende

## 5600-5699
- 5600-5658: Eindhoven
  - 5600-5610 Postbussen
  - 5611 Binnenstad
  - 5612 Limbeek, Hemelrijken, Woenselse Watermolen, Technische Universiteit Eindhoven
  - 5613 De Laak
  - 5614 Witte Dorp, Joriskwartier
  - 5615 Looiakkers, Elzent-Zuid, Rozenknopje
  - 5616 Oud-Strijp, 't Schoot
  - 5617 Strijp-S
- 5660-5667: Geldrop
- 5670-5674: Nuenen
- 5680-5685: Best
- 5688-5689: Oirschot
- 5690-5692: Son
- 5694: Breugel

## 5700-5799
- 5700-5709: Helmond
  - 5700: postbussen
  - 5701: Centrum en Binnenstad
  - 5702: Helmond-Noord
  - 5703: Helmond-Oost, Scheepstal en Berkendonk
  - 5704: Brouwhuis en BZOB
  - 5705: Hoogeind, Suytkade en St.-Annaparochie
  - 5706: Mierlo-Hout (ook wel kortweg 't Hout genoemd) en Brandevoort (gedeeltelijk)
  - 5707: Helmond-West
  - 5708: Stiphout en Brandevoort-West
  - 5709: Rijpelberg en Dierdonk
- 5710-5712: Someren
- 5715: Lierop
- 5720-5721: Asten
- 5724: Ommel
- 5725: Heusden (gem. Asten)
- 5730-5731: Mierlo
- 5735: Aarle-Rixtel
- 5737: Lieshout
- 5738: Mariahout
- 5740-5741: Beek en Donk
- 5750-5754: Deurne
  - 5750: postbussen
  - 5751: Centrum
  - 5752: Walsberg
  - 5753: Sint-Josef en industrieterreinen
  - 5754: Zeilberg en Heiakker
- 5756: Vlierden
- 5757: Liessel
- 5758: Neerkant
- 5759: Helenaveen
- 5760-5761: Bakel
- 5763: Milheeze
- 5764: De Rips
- 5766: Griendtsveen
- 5768: Meijel

## 5800-5899
- 5800-5804: Venray
- 5807: Oostrum
- 5808: Oirlo
- 5809: Leunen
- 5811: Castenray
- 5812: Heide (gem. Venray)
- 5813: Ysselsteyn
- 5814: Veulen
- 5815: Merselo
- 5816: Vredepeel
- 5817: Smakt
- 5820-5821: Vierlingsbeek
- 5823: Maashees
- 5824: Holthees
- 5825: Overloon
- 5826: Groeningen
- 5827: Vortum-Mullem
- 5830-5831: Boxmeer
- 5835: Beugen
- 5836: Sambeek
- 5840-5841: Oploo
- 5843: Westerbeek
- 5844: Stevensbeek
- 5845: Sint Anthonis
- 5846: Ledeacker
- 5850-5851: Afferden
- 5853: Siebengewald
- 5854: Bergen
- 5855: Well
- 5856: Wellerlooi
- 5860-5861: Wanssum
- 5862: Geijsteren
- 5863: Blitterswijck
- 5864: Meerlo
- 5865: Tienray
- 5866: Swolgen
- 5870-5871: Broekhuizenvorst
- 5872: Broekhuizen

## 5900-5999
- 5900-5928: Venlo
- 5930-5932: Tegelen
- 5935: Steyl
- 5940-5941: Velden
- 5943: Lomm
- 5944: Arcen
- 5950-5951: Belfeld
- 5953: Reuver
- 5954: Beesel
- 5960-5961: Horst
- 5962: Melderslo
- 5963: Hegelsom
- 5964: Meterik
- 5966: America
- 5970-5971: Grubbenvorst
- 5973: Lottum
- 5975: Sevenum
- 5976: Kronenberg
- 5977: Evertsoord
- 5980-5981: Panningen
- 5984: Koningslust
- 5985: Grashoek
- 5986: Beringe
- 5987: Egchel
- 5988: Helden
- 5990-5991: Baarlo
- 5993: Maasbree
- 5995: Kessel